# Icariotis unicolor
Icariotis unicolor là một loài bọ cánh cứng trong họ Cerambycidae.